# Alfredo Chaves
Alfredo Chaves là một đô thị thuộc bang Espírito Santo, Brasil. Đô thị này có diện tích 615,593 km², dân số năm 2007 là 13154 người, mật độ 21,37 người/km².